# Qui s'y frotte s'y pique (Les Simpson)
Pour l'origine de l'expression, voir Qui s'y frotte s'y pique (Louis XII).
Qui s'y frotte s'y pique (France) ou Cent Pieds de solitude (Québec) (On A Clear Day I Can't See My Sister) est le 11e épisode de la saison 16 de la série télévisée d'animation Les Simpson.

## Synopsis
Bart embarrasse Lisa lors d'une sortie scolaire et elle décide d'obtenir une injonction contre lui.